# Niangré-Tansoba
Niangré-Tansoba est une localité située dans le département de Pibaoré de la province du Sanmatenga dans la région Centre-Nord au Burkina Faso.

## Géographie
Niangré-Tansoba est situé à 1 km au nord de Pibaoré, le chef-lieu du département, et à environ 40 km au sud-est du centre de Kaya, la capitale régionale. Avec l'expansion démographique de Pibaoré et celle propre au village, les deux localités forment désormais une conurbation dense et continue.
Le village est traversé par la route nationale 15 reliant Boulsa à Kaya.

## Économie
L'économie du village repose sur l'agriculture maraîchère et vivrière permise par la présence du lac de retenue de Pibaoré facilitant l'irrigation. Les activités commerciales et marchandes du village profitent de la position de celui-ci sur l'axe majeur qu'est la route nationale 15 et de la proximité de Pibaoré.

## Éducation et santé
Le centre de soins le plus proche de Niangré-Tansoba est le centre de santé et de promotion sociale (CSPS) de Pibaoré tandis que le centre hospitalier régional (CHR) se trouve à Kaya.
Le village possède une école primaire publique de trois classes.